# Paracanthopterygii

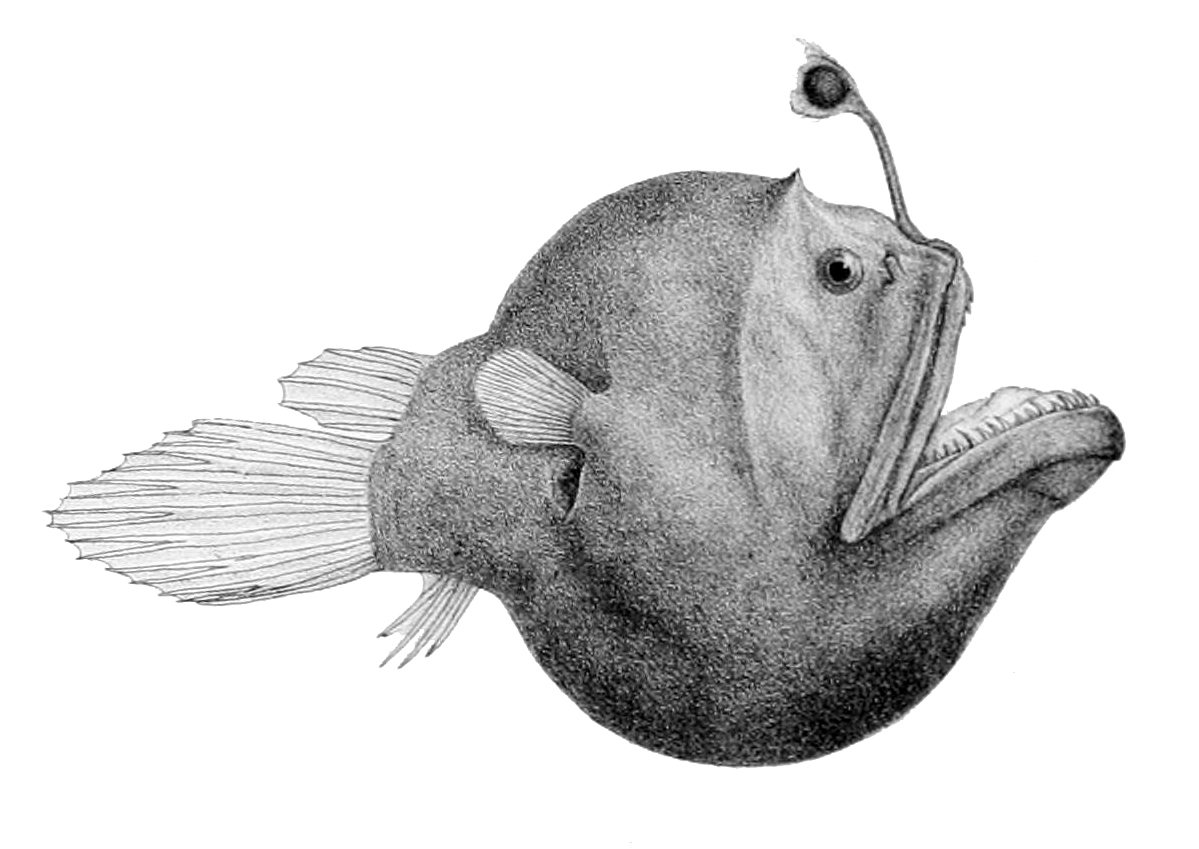
Ceratias bispinosus

Los paracantopterigios (Paracanthopterygii) son un superorden de peces teleósteos, fundamentalmente marinos.

## Sistemática
Se agrupan en 5 órdenes de paracantopterigios:
- Batrachoidiformes
- Gadiformes (Bacalaos y similares)
- Lophiiformes
- Ophidiiformes
- Percopsiformes (trucho-percas y similares)